# Jean-François Brunet
Pour les articles homonymes, voir Brunet.
L'abbé Jean-François Brunet, dit aussi Joannes-Franciscus Brunet, curé de Bernières au pays de Caux, est un théologien français du XVIIIe siècle.
Docteur en théologie, il fut professeur au collège de Navarre, à Paris. Sa traduction inachevée de l'Histoire romaine de Tite-Live fut vantée par son ami l'abbé Desfontaines et eut en son temps un certain succès.

## Publications
- Histoire romaine de Tite-Live, traduite en français, avec les Suppléments de Freinshemius, 3 vol., 1741-1742
- In Ludovicum decimum quintum Gallorum parentem, poème en vers latins à la gloire de Louis XV, 1744
- Homélies pour tous les dimanches de l'année, en forme de prônes, 2 vol., 1776

## Source
- « Jean-François Brunet », dans Louis-Gabriel Michaud, Biographie universelle ancienne et moderne : histoire par ordre alphabétique de la vie publique et privée de tous les hommes avec la collaboration de plus de 300 savants et littérateurs français ou étrangers, 2e édition, 1843-1865 [détail de l’édition]